# Eriphostoma

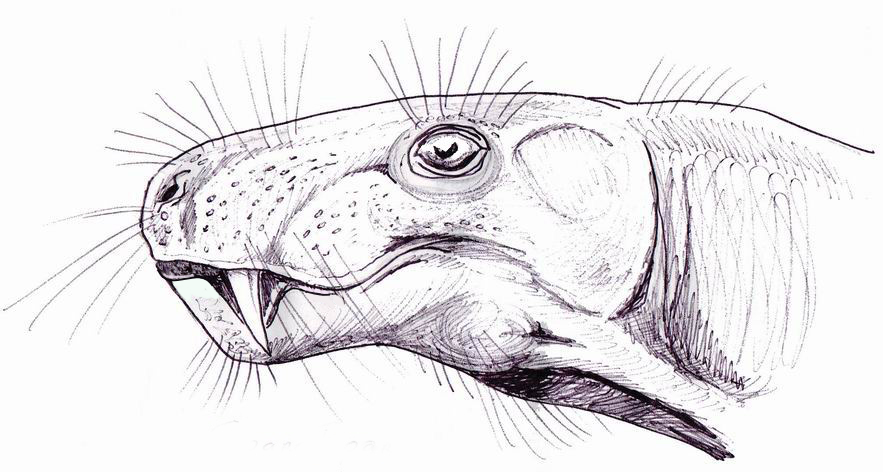
Recreación de la cabeza.

Eriphostoma es un género extinto de terápsido gorgonopsio cuyos restos han sido encontrados en estratos del Pérmico Medio (época del Capitaniense medio) en la Zona faunística de Tapinocephalus, en Sudáfrica. Fue nombrado por primera vez por Robert Broom en 1911 y la especie tipo es Eriphostoma microdon. Una revisión de  Eriphostoma  realizada por Kammerer (2013) encontró que representaría el gorgonopsio más antiguo conocido.
Los géneros Scylacognathus, Eoarctops, y Galesuchus son sinónimos más modernos de Eriphostoma.